# Гуммельфельд
Гуммельфельд (нім. Hummelfeld) — громада в Німеччині, розташована в землі Шлезвіг-Гольштейн. Входить до складу району Рендсбург-Екернферде. Складова частина об'єднання громад Шляй-Остзее.
Площа — 7,98 км2. Населення становить 278 ос. (станом на 31 грудня 2020).